# Tuscarora (Schiff)
Die USS Tuscarora war eine Sloop der Vereinigten Staaten, die unter Konteradmiral George Belknap 1874 zahlreiche Tiefseelotungen im nördlichen Pazifik durchführte, um einen praktischen Weg für die Verlegung eines Tiefseekabels zwischen den Vereinigten Staaten und Japan zu erkunden.
Die Tuscarora begann ihre Fahrt bei San Diego an der Küste Kaliforniens, berührte Honolulu auf Hawaii sowie Port Lloyd (der heutige Futami-Hafen) auf den Bonin-Inseln und erreichte Yokohama am 22. April 1874.
Auf der Heimreise am 8. Juni wurde zunächst die Linie des größten Kreises von Yokohama zum Kap Flattery (bei Vancouver) eingeschlagen; dabei fand man jedoch Tiefen über 4000 m, die für eine Verlegung des Tiefseekabels aufgrund des unterseeischen Druckes ungeeignet sind. Deshalb ging man nach Japan zurück und wählte einen nördlicher gelegenen Rückweg.
In der Nähe der japanischen Küste lotete man dann die größte bis dahin gemessene Meerestiefe, die so genannte Tuscarora-Tiefe.